# Meiningsen

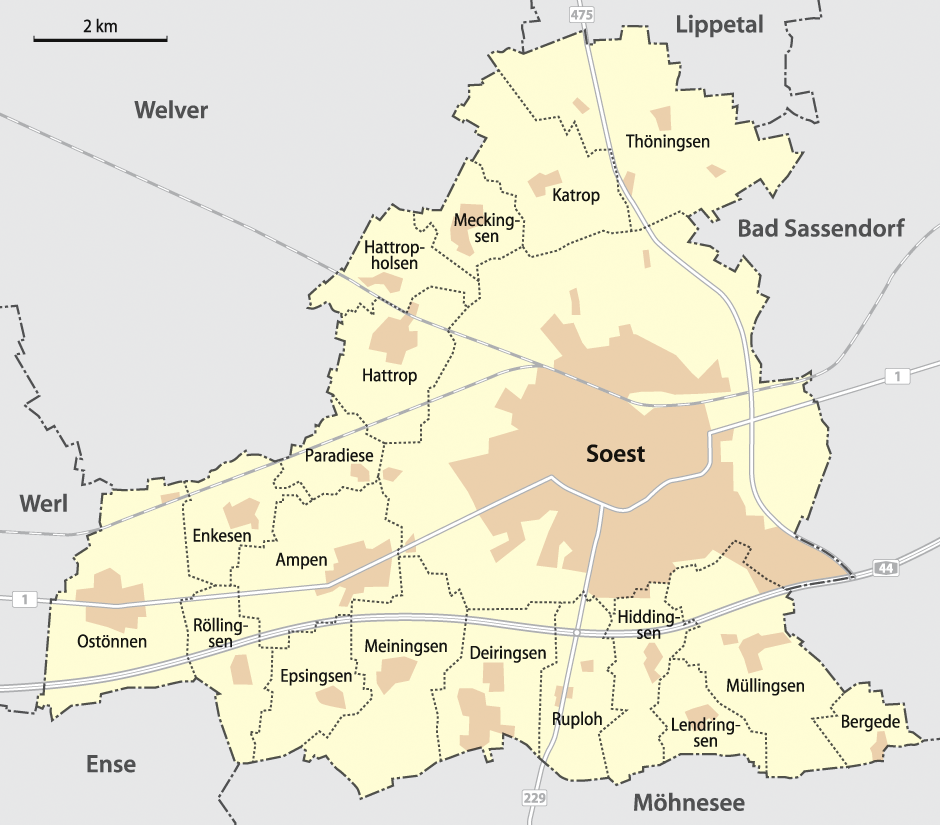
Soest und seine Ortsteile

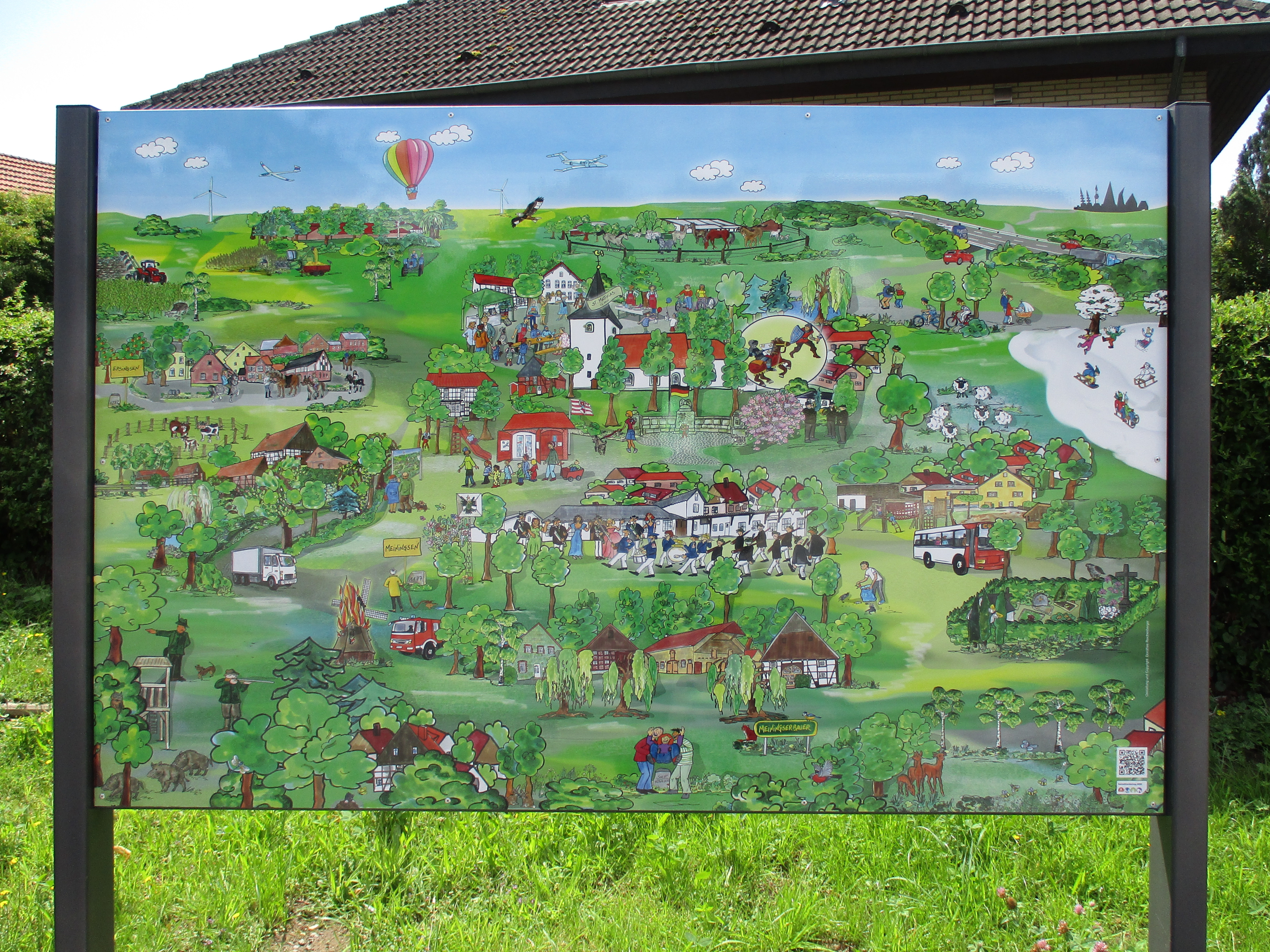
Ortsplan von Meiningsen als Wimmelbild mit Szenen aus dem Dorf- und Vereinsleben, wichtigen Gebäuden und Kulturlandschaftsbereichen, sowie der Geschichte des Dorfes. Gestaltet wurde er 2024 von der Körbecker Designerin Dorothea Reichenberger.

Meiningsen ist seit der Eingemeindung 1969 ein Ortsteil von Soest mit 400 bis 500 Einwohnern.
Das Dorf wird begrenzt durch die Soester Ortsteile Epsingsen im Westen, Ampen im Nordwesten, die Stadt Soest im Nordosten, Deiringsen im Osten und im Süden durch die Ortsteile Theiningsen und Hewingsen der Gemeinde Möhnesee.
Das  Kirchdorf in der (historischen) Soester Börde (Oberbörde) liegt im nördlichen Übergangsbereich von Haarstrang und Soester Börde in 120–180 m über NN.

## Geschichte
Die  Ersterwähnung erfolgte im Jahr 1276, nach anderer Angabe 1177 als „Menechuse“; aufgrund von Siedlungsnamen, Lage und Flurformen handelt es sich wohl um eine Siedlung aus altsächsischer Zeit im 7. bis 9. Jahrhundert.
Der heutige Name leitet sich von der ursprünglichen Namensform Meininghausen ab. Die evangelisch-lutherische St.-Matthias-Kirche ist eine der ältesten Kirchen der Soester Börde, ihr Langhaus stammt aus der Zeit um 1100.
Meiningsen war der Stammsitz der bedeutenden Soester Patrizierfamilie von Meininghausen, die von 1175 bis 1462 nachweisbar ist. Sie besaßen als Lehen der Grafen von Arnsberg in der ersten Hälfte des 14. Jahrhunderts den Hovinghof oder Hövinckhof zu Meiningsen.
Zum Ortsteil Meiningsen gehört die weiter südlich gelegene Ansiedlung „Meiningserbauer“, ursprünglich entstanden aus dem Einzelhof „Köchlingsen“, an den heute nur noch ein Wegname erinnert.
Am 1. Juli 1969 wurde Meiningsen durch das Soest/Beckum-Gesetz in die Kreisstadt Soest eingemeindet.

## Kultur und Sehenswürdigkeiten
- Rundweg „Historisches Meiningsen“
- Dorfmuseum im Alten Feuerwehrgerätehaus
- St.-Matthias-Kirche und alter Friedhof
- Meiningser Ehrenmal
- Aussicht am Kulturdenkmal „Trigonometrischer Vermessungspunkt“ am Deiweg.

## Galerie

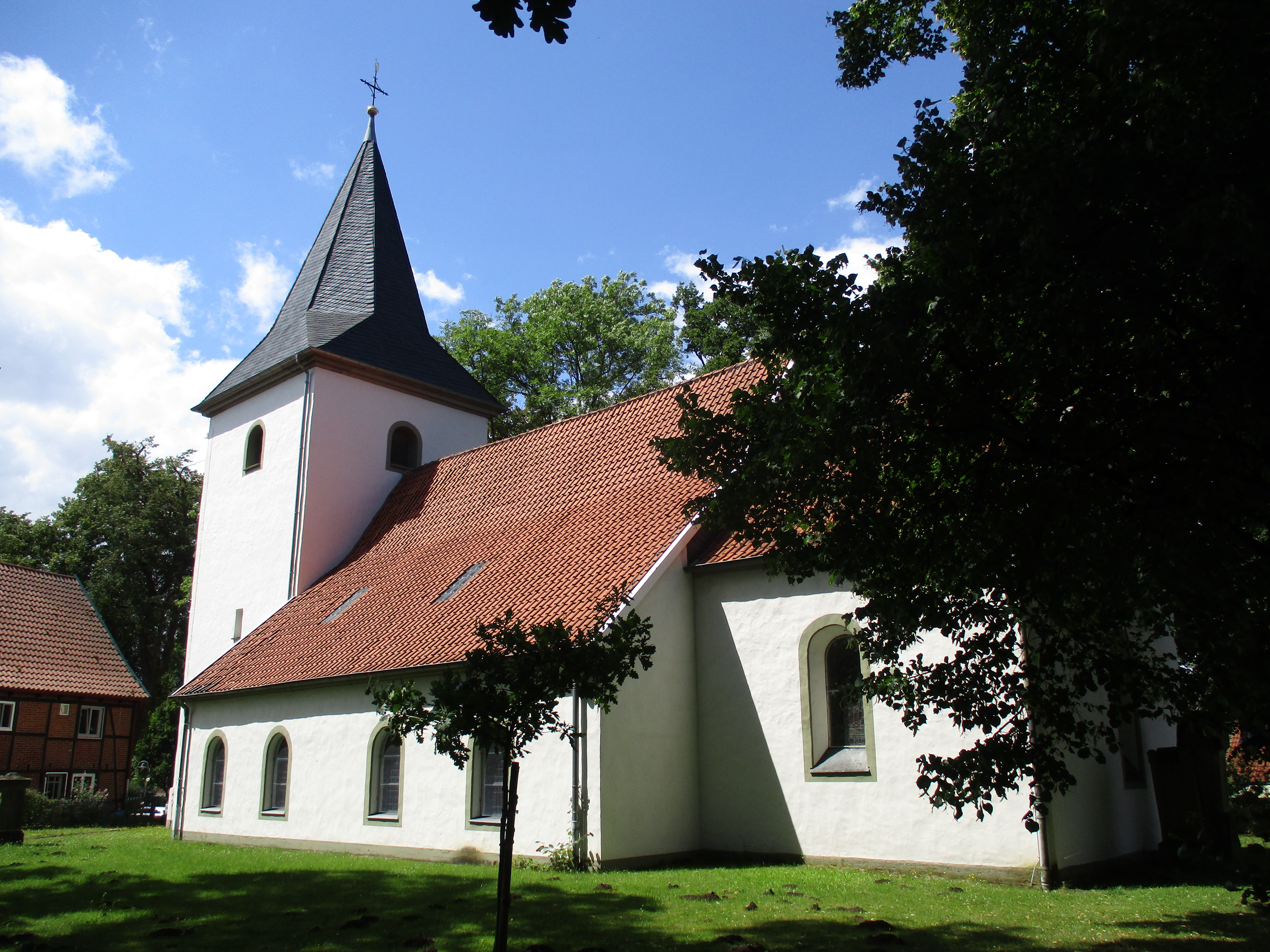
Die um 1100 erbaute St.-Matthias-Kirche ist die älteste Kirche in der Soester Börde.
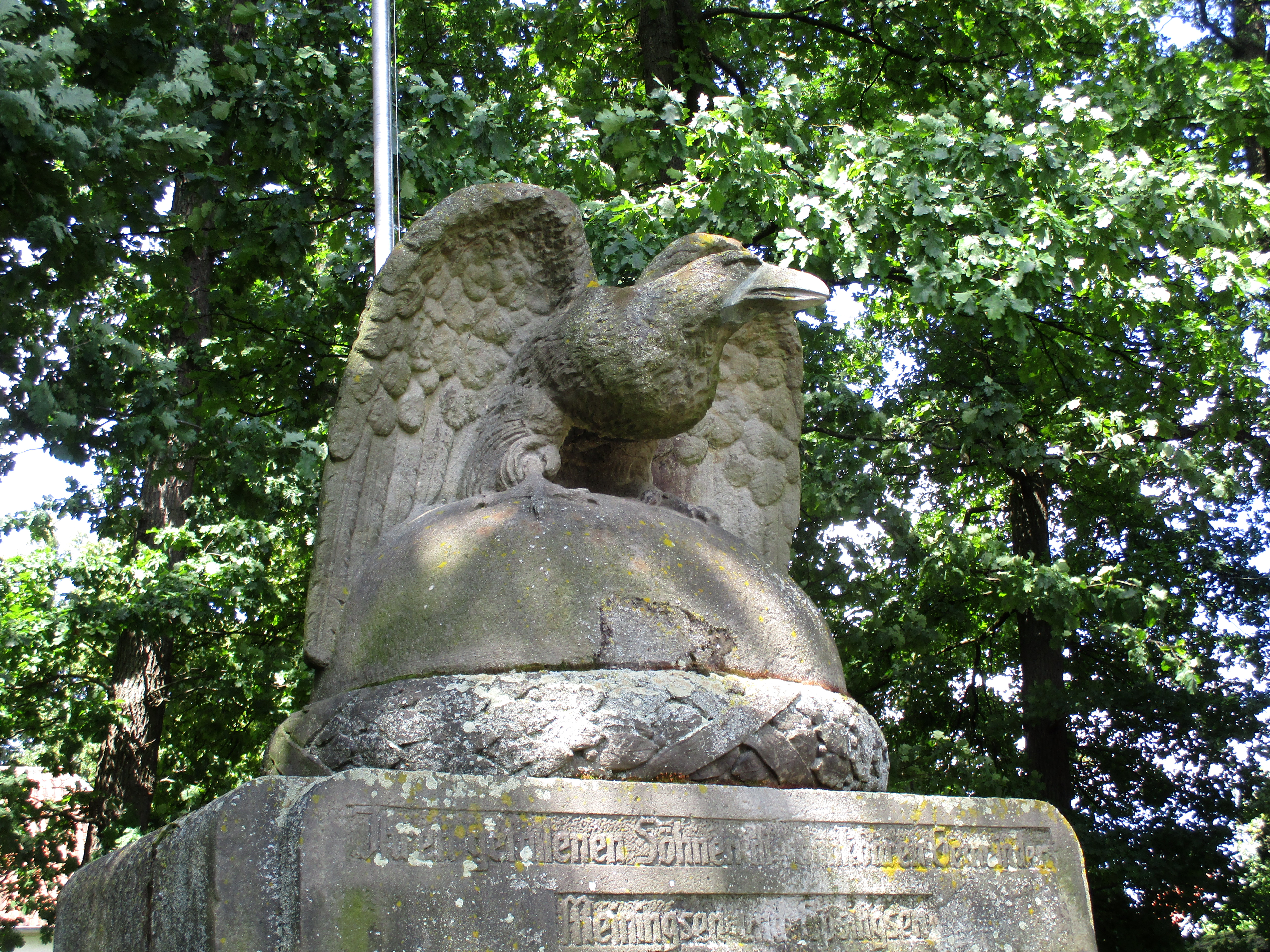
Der Rabe vom Meiningser Ehrenmal...
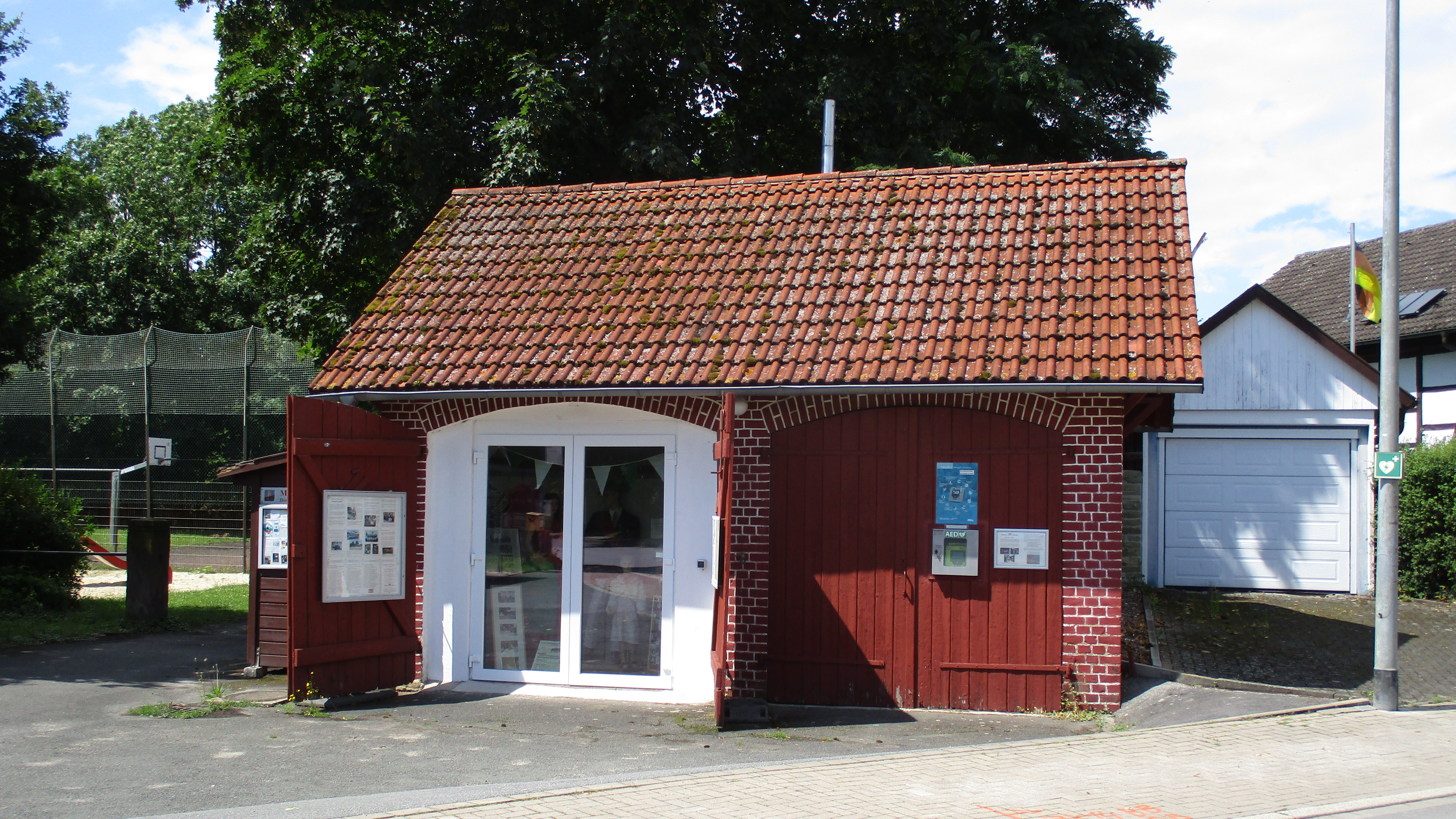
Dorfmuseum im Alten Feuerwehrgerätehaus
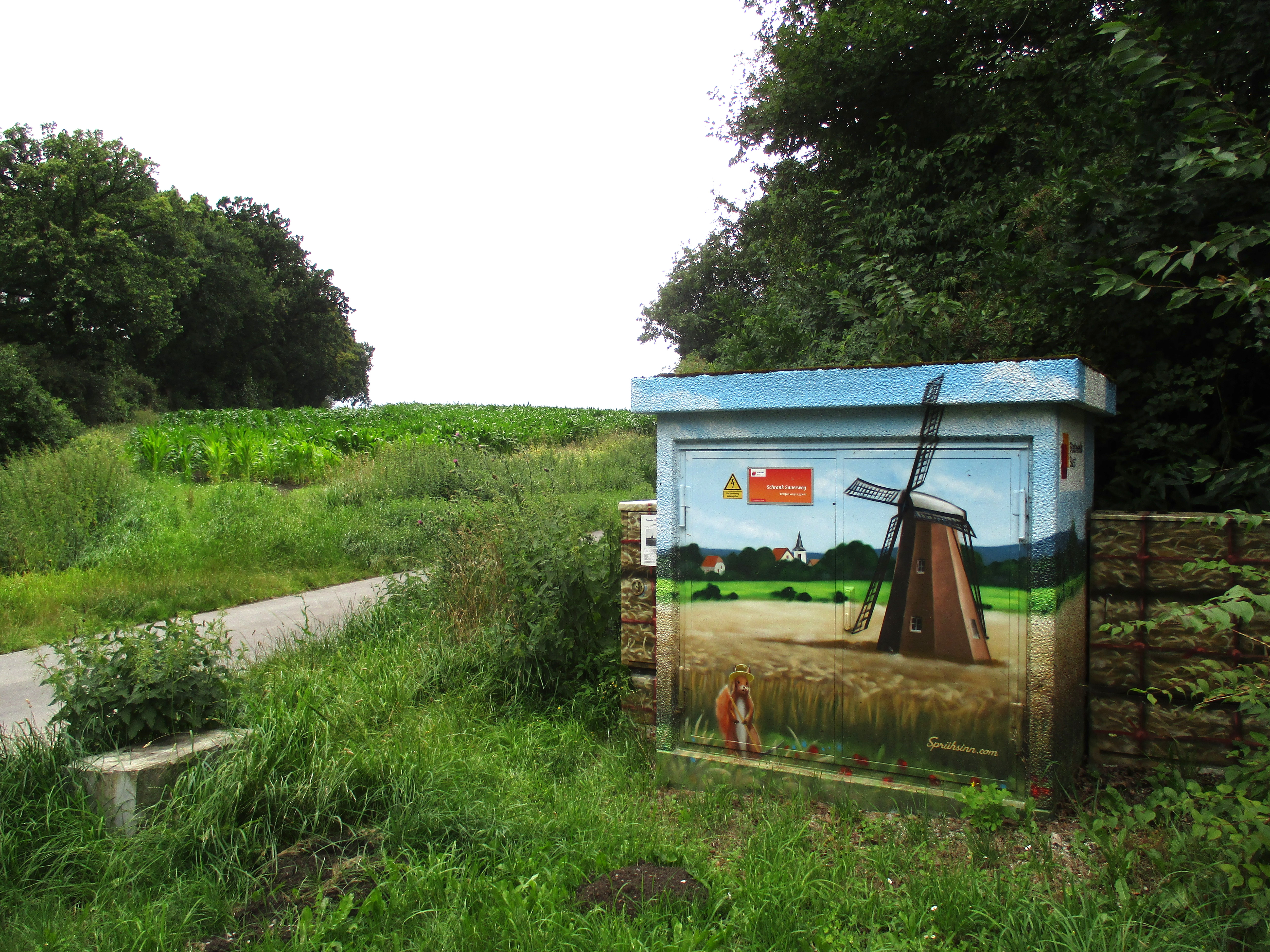
Gedenkstromkasten für die Meiningser Mühle. Die Holländermühle wurde 1818 erbaut und 1975 „warm“ abgerissen.
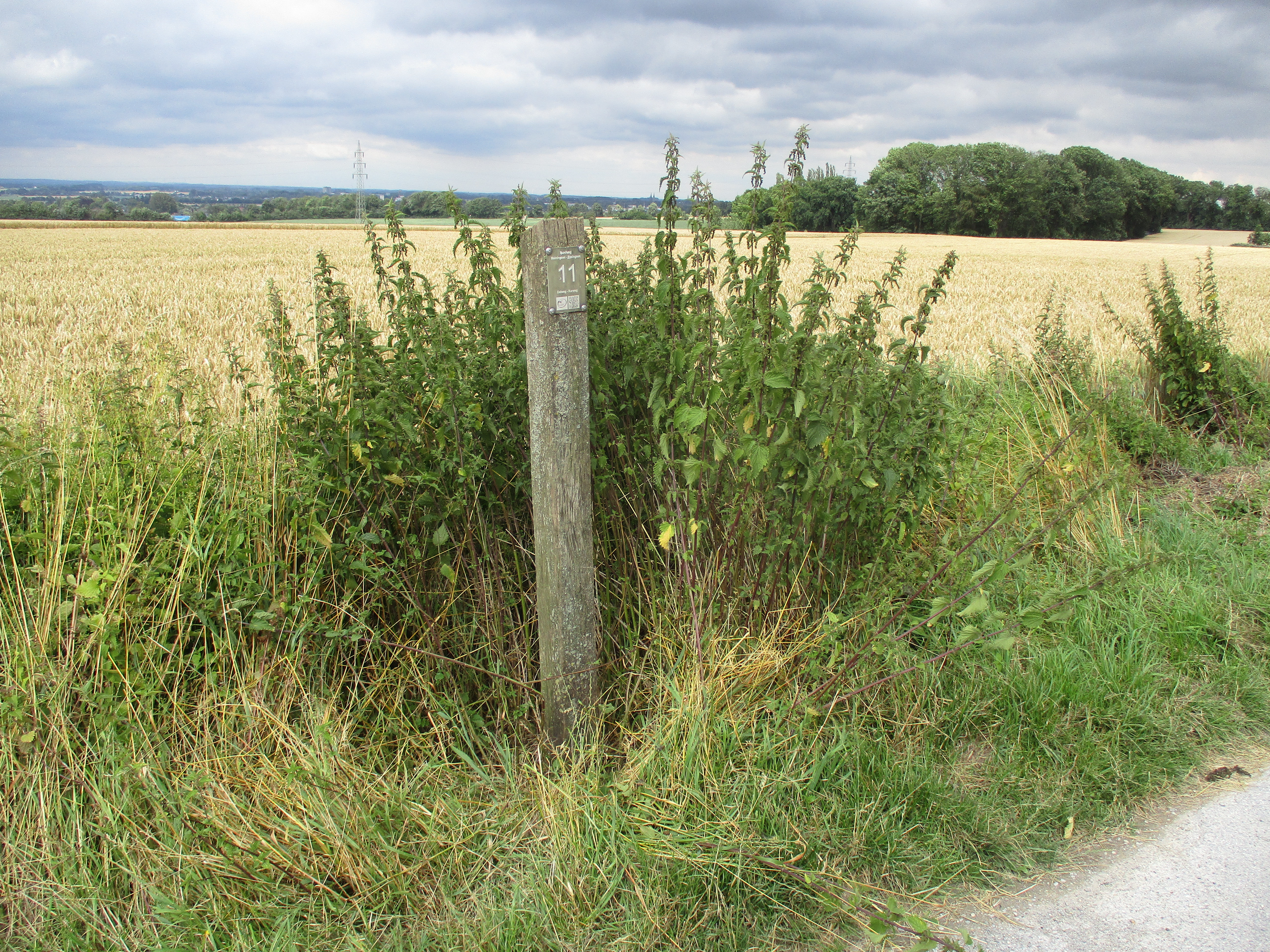
Am Deiweg befindet sich ein trigonometrischer Vermessungspunkt. Er ist ein technisches Kulturdenkmal.

## Belege
1. ↑  Meiningsen – Einwohnerzahl 2017. In: m.kreis-soest.de. Archiviert vom Original (nicht mehr online verfügbar) am 28. August 2021; abgerufen am 29. August 2021.  Info: Der Archivlink wurde automatisch eingesetzt und noch nicht geprüft. Bitte prüfe Original- und Archivlink gemäß Anleitung und entferne dann diesen Hinweis.
2. ↑  Marga Koske: Geschichte der eingemeindeten Soester Stadtteile. In: Soester Zeitschrift, 112, 2000, S. 23–78, hier S. 29
3. ↑  Martin Bünermann: Die Gemeinden des ersten Neugliederungsprogramms in Nordrhein-Westfalen. Deutscher Gemeindeverlag, Köln 1970, S. 92.